# Jorduppgång

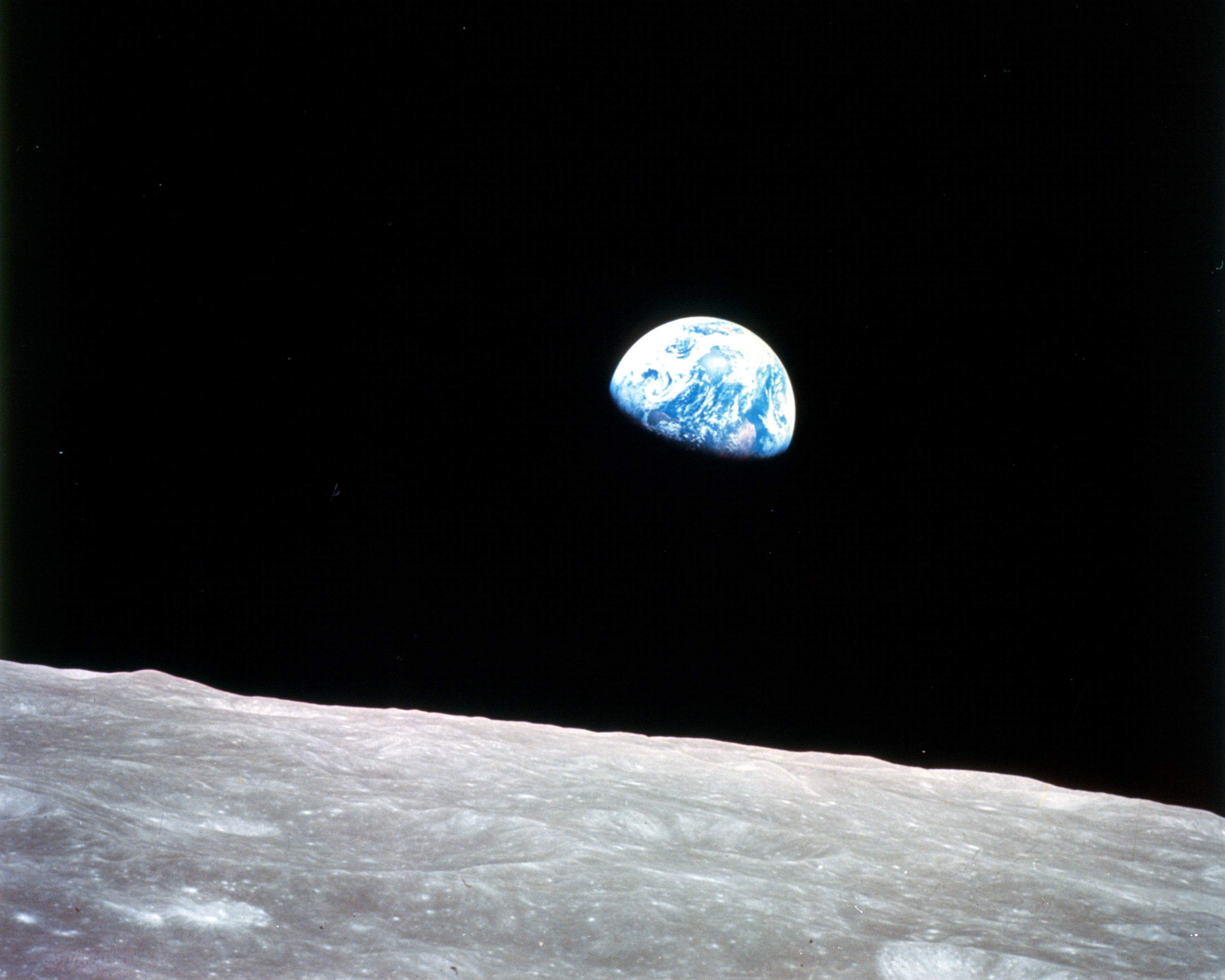
Jorduppgång, 24 december 1968.

Jorduppgång (engelska: Earthrise) kommer från namnet på ett fotografi, AS8-14-2383, taget av astronauten William Anders för NASA under det historiska Apollo 8-uppdraget, den första bemannade färden till Månen. Fotografiet togs den 24 december 1968 i omloppsbana runt månen, efter framkomsten, eftersom Apollo 8 aldrig innebar någon landning på månen. Den berömde vildmarksfotografen Galen Rowell kallade det "det mest inflytelserika miljöbetingade fotografi som någonsin tagits".
För övrigt kan noteras att någon jorduppgång inte går att betrakta från månens yta, eftersom den alltid har samma sida vänd mot jorden. Jorden ser alltså ut att stå still på månhimlen.